# Kempenich

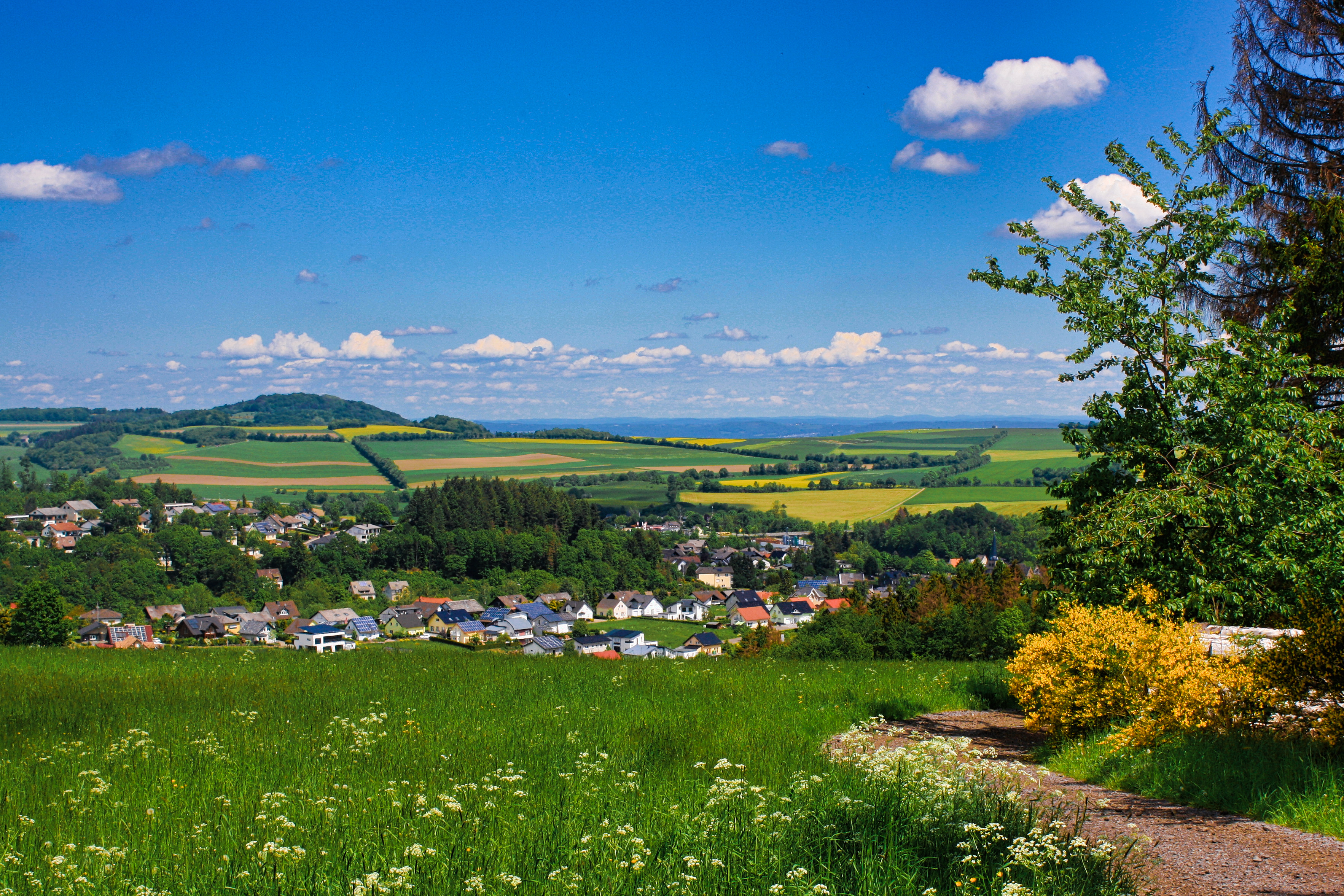

Kempenich ist eine Ortsgemeinde im Landkreis Ahrweiler in Rheinland-Pfalz. Sie gehört der Verbandsgemeinde Brohltal an, die ihren Verwaltungssitz in Niederzissen hat. Kempenich ist der größte Ort im oberen Brohltal und ein staatlich anerkannter Erholungsort.

## Geographie
Die Gemeinde liegt im östlichen Randbereich der Hocheifel etwa acht Kilometer nordwestlich von Mayen. Die Hohe Acht erhebt sich etwa sieben Kilometer südwestlich von Kempenich, knapp zehn Kilometer östlich liegt der Laacher See.

### Gemeindegliederung
Die Gemeinde besteht aus den beiden Ortsteilen Kempenich und Engeln. Der Ortsteil Engeln bildet zugleich einen Ortsbezirk.
Zum Ortsteil Kempenich gehören auch die Wohnplätze Burg Kempenich (Villa), Heidnerhof, Hommeshof, Kreuzwäldchen, Lärchenhof, Rottlandhöfe und Stefanshof; zum Ortsteil Engeln die Wohnplätze Appentalerhof und Buchhof.

### Klima
Der Jahresniederschlag beträgt 808 mm.

## Geschichte
Kempenich wurde 1093 erstmals urkundlich erwähnt. Richwin von Kempenich wird in der Stiftungsurkunde der Abtei Laach als Zeuge genannt.
Die Geschichte des Ortes ist eng verbunden mit der Geschichte der Burg Kempenich und der Herrschaft Kempenich. Als Institution der Herrschaft Kempenich war ein Landgericht ansässig, dass erst Ende des 18. Jahrhunderts aufgelöst wurde. Auf das Gerichtssiegel von 1596 geht das heutige Wappen der Ortsgemeinde zurück, der „Kempenicher Bauer“.
In den Jahren 1348 und 1666 wütete die Pest in Kempenich und Umgebung. Vier große Brände in 1661, 1753, 1847 und 1853 verwüsteten das Dorf. Im Zweiten Weltkrieg fielen am 6. Januar 1945 viele Menschen einem Bombenangriff zum Opfer und zahlreiche Gebäude wurden zerstört.

### Territoriale Zugehörigkeit
Die Herrschaft und damit auch der Ort Kempenich war seit 1581 vom Trierer Kurfürsten Johann VII. an die Grafen von Elz verpfändet, 1777 wurde Kempenich unter Clemens Wenzeslaus in das Kurfürstentum Trier eingegliedert und das kurtrierische Amt Kempenich gebildet, Verwaltungssitz war jedoch in Mayen.
Im Zusammenhang mit den Ersten Koalitionskrieg kam die Region 1794 unter französische Verwaltung und von 1798 an kam Kempenich zum Kanton Wehr im Arrondissement Bonn, das zum Rhein- und Moseldepartement gehörte. Kempenich wurde Sitz einer Mairie.
Nachdem das Rheinland im Jahre 1815 aufgrund der Verträge des Wiener Kongresses an das Königreich Preußen gekommen war, wurde Kempenich Sitz der Bürgermeisterei Kempenich in dem 1816 neu geschaffenen Kreis Adenau im Regierungsbezirk Koblenz. Zur Bürgermeisterei Kempenich gehörten die Gemeinden Engeln, Hausten, Kempenich, Lederbach, Leimbach, Morswiesen, Spessart, Wabern und Weibern. Nachdem der Kreis Adenau im Jahre 1932 aufgelöst worden war, kam die Bürgermeisterei Kempenich (ab 1927 Amt Kempenich) zum Kreis Mayen (ab 1939 Landkreis Mayen) und im Rahmen der Gebietsreform am 7. November 1970 zum Landkreis Ahrweiler. Aus dem Amt Kempenich war 1968 vorübergehend die Verbandsgemeinde Kempenich entstanden, welche ebenfalls zum 7. November 1970 aufgelöst wurde. Die Ortsgemeinde Kempenich wurde der neu gebildeten Verbandsgemeinde Brohtal zugeordnet.
Die bis dahin selbständige Ortsgemeinde Engeln wurde am 10. Juni 1979 mit damals 117 Einwohnern nach Kempenich eingemeindet.

### Pfarrei Kempenich
Die Pfarrei zu Kempenich ist sehr alt und gehörte zum Landkapitel Ochtendung im Kardener Archidiakonat in der Trierischen Diözese. Anfang des 19. Jahrhunderts waren außer Kempenich die Ortschaften Engeln, Hannebach (heute Ortsteil von Spessart), der Heulingshof bei Hannebach, Hausten mit Morswiesen, Hohenleimbach, Lederbach, Spessart, Wabern und Weibern eingepfarrt. Alle eingepfarrten Orte, Hausten und Morswiesen ausgenommen, besaßen Kapellen.
Heute gehören zur kath. Pfarrgemeinde St. Philippus und Jakobus die Filialgemeinden Engeln, Hannebach, Heulingshof, Hohenleimbach, Lederbach und Spessart. Seit dem 1. April 2004 gehört die Pfarrgemeinde zu dem damals neu geschaffenen Dekanat Brohltal-Remagen im Bistum Trier.
Die evangelischen Christen in Kempenich gehören zu der seit der Mitte des 19. Jahrhunderts bestehenden evangelischen Kirchengemeinde Adenau.

### Einwohnerentwicklung
Die Entwicklung der Einwohnerzahl von Kempenich bezogen auf das heutige Gemeindegebiet; die Werte von 1871 bis 1987 beruhen auf Volkszählungen:
| Jahr | Einwohner |
| ---- | --------- |
| 1815 | 842       |
| 1835 | 1.040     |
| 1871 | 1.068     |
| 1905 | 1.296     |
| 1939 | 1.131     |
| 1950 | 1.225     |
| 1961 | 1.233     |

| Jahr | Einwohner |
| ---- | --------- |
| 1970 | 1.476     |
| 1987 | 1.582     |
| 1997 | 1.730     |
| 2005 | 1.914     |
| 2011 | 1.894     |
| 2017 | 1.869     |
| 2023 | 1.895     |

## Politik

### Bürgermeister
Dominik Schmitz (FWG) wurde am 9. September 2019 Ortsbürgermeister von Kempenich. Bei der Direktwahl am 26. Mai 2019 war er mit einem Stimmenanteil von 77,88 % für fünf Jahre gewählt worden. Er wurde im Juni 2024 wiedergewählt.
Der Vorgänger von Schmitz, Stefan Friedsam (CDU), hatte 2019 nicht erneut kandidiert.

### Ortsbezirk Engeln
Der Ortsbezirk Engeln hat gemäß der Hauptsatzung einen Ortsvorsteher, aber keinen Ortsbeirat.
Michael Klein wurde am 9. September 2019 Ortsvorsteher von Engeln. Bei der Direktwahl am 26. Mai 2019 war er mit einem Stimmenanteil von 86,09 % für fünf Jahre gewählt worden.

### Wappen
| Wappen von Kempenich | Blasonierung: „In Gold ein schwarzhaariger silberner Bauer mit rotem Hut, rotem Wams, roten Hosen und schwarzen Stiefeln, mit der Linken einem schwarzen Karrenpflug führend und mit der Rechten eine schräglinke schwarze Peitsche schwingend, rechts oben begleitet von einer gesichteten roten Strahlensonne.“ |
| Wappen von Kempenich | Das Recht zur Führung eines Wappens wurde der Ortsgemeinde vom Landkreis Ahrweiler am 31. März 1993 erteilt, nachdem ein Ratsbeschluss des Ortsgemeinderates vorangegangen war. |

## Verkehr
- Kempenich liegt an der B 412 zwischen der A 61 und dem Nürburgring.
- Von 1902 bis 1974 war der Bahnhof Kempenich die eifelseitige Endstation der Brohltalbahn.

## Kulturdenkmäler
In Kempenich befinden sich einige unter Denkmalschutz gestellte Kulturdenkmäler:
Ortsteil Kempenich

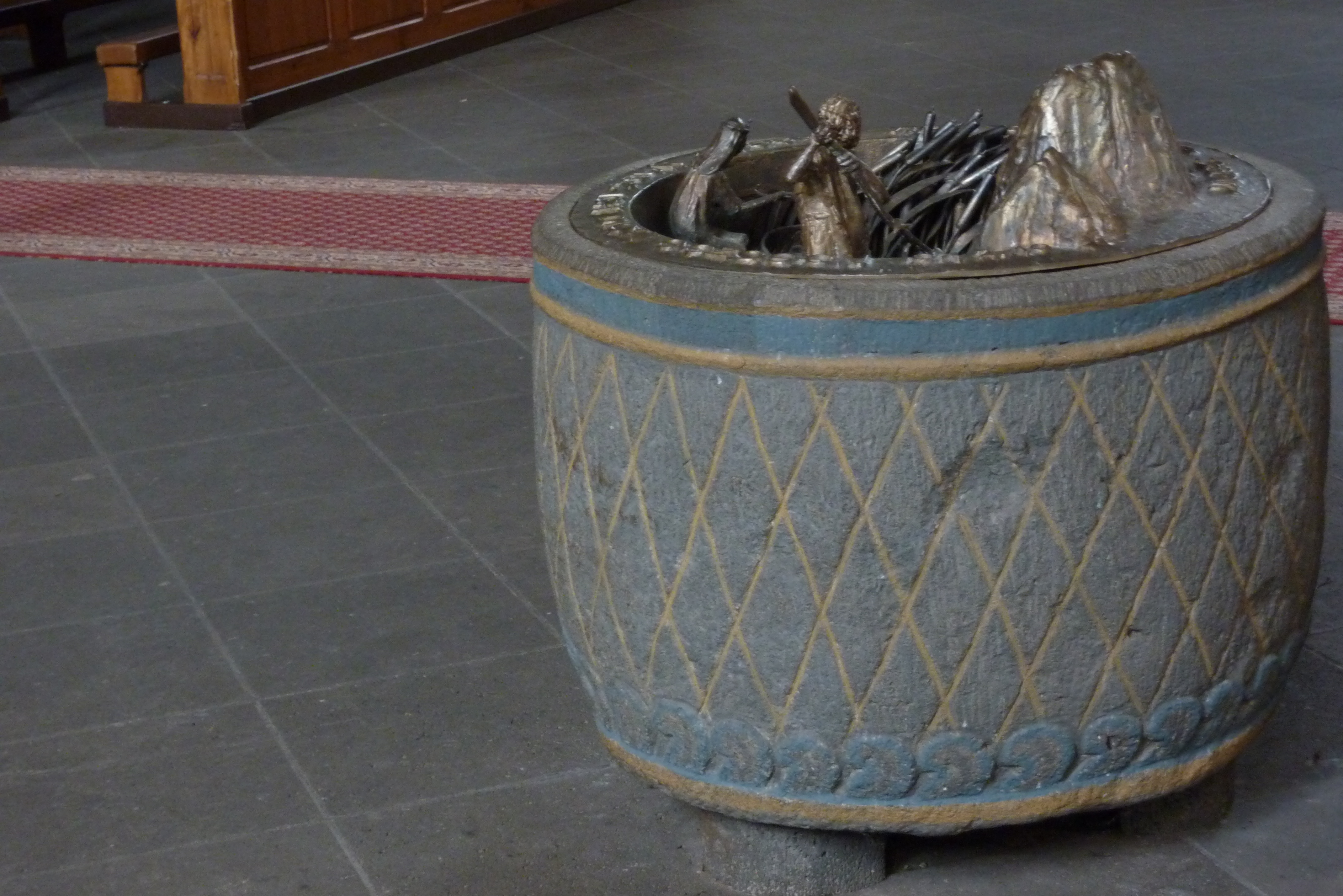
Taufstein aus dem 13. Jahrhundert

- Die katholische Pfarrkirche St. Philippus und Jakobus, mit spätromanischem, viergeschossigem Westturm vom Anfang des 13. Jahrhunderts, erneuert 1716 und 1923; das spätgotische Langhaus, ursprünglich zweischiffig, stammt aus dem 15. Jahrhundert, Erweiterung 1904 bis 1906; in der Kirche ein romanischer Taufstein aus Basaltlava aus der ersten Hälfte des 13. Jahrhunderts, weiterhin ein Grabstein aus dem 16. Jahrhundert; auf dem Friedhof eine Anzahl von Grabkreuzen aus dem 18. Jahrhundert.
- Ehemaliges Pfarrhaus, ein tuffgegliederter Basaltquaderbau, etwa 1900; das barocke Pfarrhofportal soll von der Burg stammen (Marktstraße).
- Ehemaliges Glöcknerhaus, ein Fachwerkbau, teilweise massiv, aus dem Jahr 1848 (Marktstraße).
- Altenheim „Marienburg“, ein dreigeschossiger neubarocker Mansarddachbau aus den 1920er Jahren (Beunstraße).
- Das ehemalige katholische Jugendheim, ein Tuffquaderbau von 1927 (Goldbachstraße).
- Basaltquaderbau aus dem frühen 19. Jahrhundert; bei dem Gebäude ein Halbrundturm, der möglicherweise von der mittelalterlichen Befestigung stammt (Oberdorfstraße).

Gemarkung Kempenich
- Ruine der Burg Kempenich.
- Bernharduskapelle von 1606 auf dem Burgberg.[16] Fachwerkdecke mit einem Relief des Hl. Bernhardus aus Tuffstein.
- Mehrere Bildstöcke und Wegekreuze, teilweise aus dem 16. und 17. Jahrhundert.
- Kreuzkapelle mit einem Kreuzweg aus dem 20. Jahrhundert.

Ortsteil Engeln
- Kapelle der Vierzehn Nothelfer, ein Saalbau von 1767.
- Eine Wegekapelle aus Tuffquadern von 1857.

Gemarkung Engeln
- Mehrere Wegekreuze, teilweise aus dem 16. und 17. Jahrhundert.

Siehe auch: Liste der Kulturdenkmäler in Kempenich

## Persönlichkeiten
- Philipp Karl von Eltz-Kempenich (1665–1743), Erzbischof von Mainz 1732–1743